# Vauville (Calvados)
Vauville és un municipi francès situat al departament de Calvados i a la regió de Normandia. L'any 2007 tenia 235 habitants.

## Demografia

### Població
El 2007 la població de fet de Vauville era de 235 persones. Hi havia 84 famílies de les quals 16 eren unipersonals (4 homes vivint sols i 12 dones vivint soles), 36 parelles sense fills i 32 parelles amb fills.
La població ha evolucionat segons el següent gràfic:
Habitants censats

### Habitatges
El 2007 hi havia 129 habitatges, 90 eren l'habitatge principal de la família i 39 eren segones residències. 125 eren cases i 3 eren apartaments. Dels 90 habitatges principals, 64 estaven ocupats pels seus propietaris, 19 estaven llogats i ocupats pels llogaters i 7 estaven cedits a títol gratuït; 1 tenia dues cambres, 11 en tenien tres, 30 en tenien quatre i 47 en tenien cinc o més. 84 habitatges disposaven pel capbaix d'una plaça de pàrquing. A 41 habitatges hi havia un automòbil i a 47 n'hi havia dos o més.

### Piràmide de població
La piràmide de població per edats i sexe el 2009 era:
| Homes | Edats   | Dones |
| ----- | ------- | ----- |
| 0     | 95 o +  | 0     |
| 0     | 90 a 94 | 0     |
| 0     | 85 a 89 | 0     |
| 0     | 80 a 84 | 0     |
| 0     | 75 a 79 | 0     |
| 4     | 70 a 74 | 4     |
| 8     | 65 a 69 | 8     |
| 8     | 60 a 64 | 4     |
| 4     | 55 a 59 | 8     |
| 4     | 50 a 54 | 12    |
| 16    | 45 a 49 | 4     |
| 32    | 40 a 44 | 24    |
| 4     | 35 a 39 | 4     |
| 12    | 30 a 34 | 4     |
| 4     | 25 a 29 | 8     |
| 0     | 20 a 24 | 8     |
| 24    | 15 a 19 | 12    |
| 16    | 10 a 14 | 8     |
| 4     | 5 a 9   | 0     |
| 4     | 0 a 4   | 8     |

## Economia
El 2007 la població en edat de treballar era de 164 persones, 121 eren actives i 43 eren inactives. De les 121 persones actives 115 estaven ocupades (63 homes i 52 dones) i 6 estaven aturades (3 homes i 3 dones). De les 43 persones inactives 15 estaven jubilades, 13 estaven estudiant i 15 estaven classificades com a «altres inactius».

### Ingressos
El 2009 a Vauville hi havia 91 unitats fiscals que integraven 229 persones, la mediana anual d'ingressos fiscals per persona era de 19.606 €.

### Activitats econòmiques
Dels 16 establiments que hi havia el 2007, 3 eren d'empreses de construcció, 3 d'empreses de comerç i reparació d'automòbils, 1 d'una empresa d'hostatgeria i restauració, 1 d'una empresa d'informació i comunicació, 2 d'empreses financeres, 1 d'una empresa immobiliària, 1 d'una empresa de serveis, 1 d'una entitat de l'administració pública i 3 d'empreses classificades com a «altres activitats de serveis».
Dels 3 establiments de servei als particulars que hi havia el 2009, 1 era un paleta i 2 guixaires pintors.
L'únic establiment comercial que hi havia el 2009 era una botiga de mobles.
L'any 2000 a Vauville hi havia 5 explotacions agrícoles.

## Poblacions més properes
El següent diagrama mostra les poblacions més properes.